# Szun Cse-hung
Sun Zhi-Hong (孫智宏; nyugaton Zhi-Hong Sun; magyaros átírással Szun Cse-hung) (1965. október 16. –) kínai matematikus, aki leginkább kombinatorika, számelmélet és gráfelmélet terén alkot. Először geológiát tanult az egyetemen és megszerezte az alapdiplomáját belőle, majd matematikából a mesterfokot 1990-ben. 2002 óta professzor.
Ikertestvérével, Szun Cse-vejjel (Sun Zhi-Weijel) bebizonyított egy tételt az utóbb Wall–Szun–Szun prímeknek (Wall–Sun–Sun prímeknek) elnevezett számokról, és amely útmutatóul szolgál a Fermat-sejtés ellenpélda kutatásában.